# Betonmast

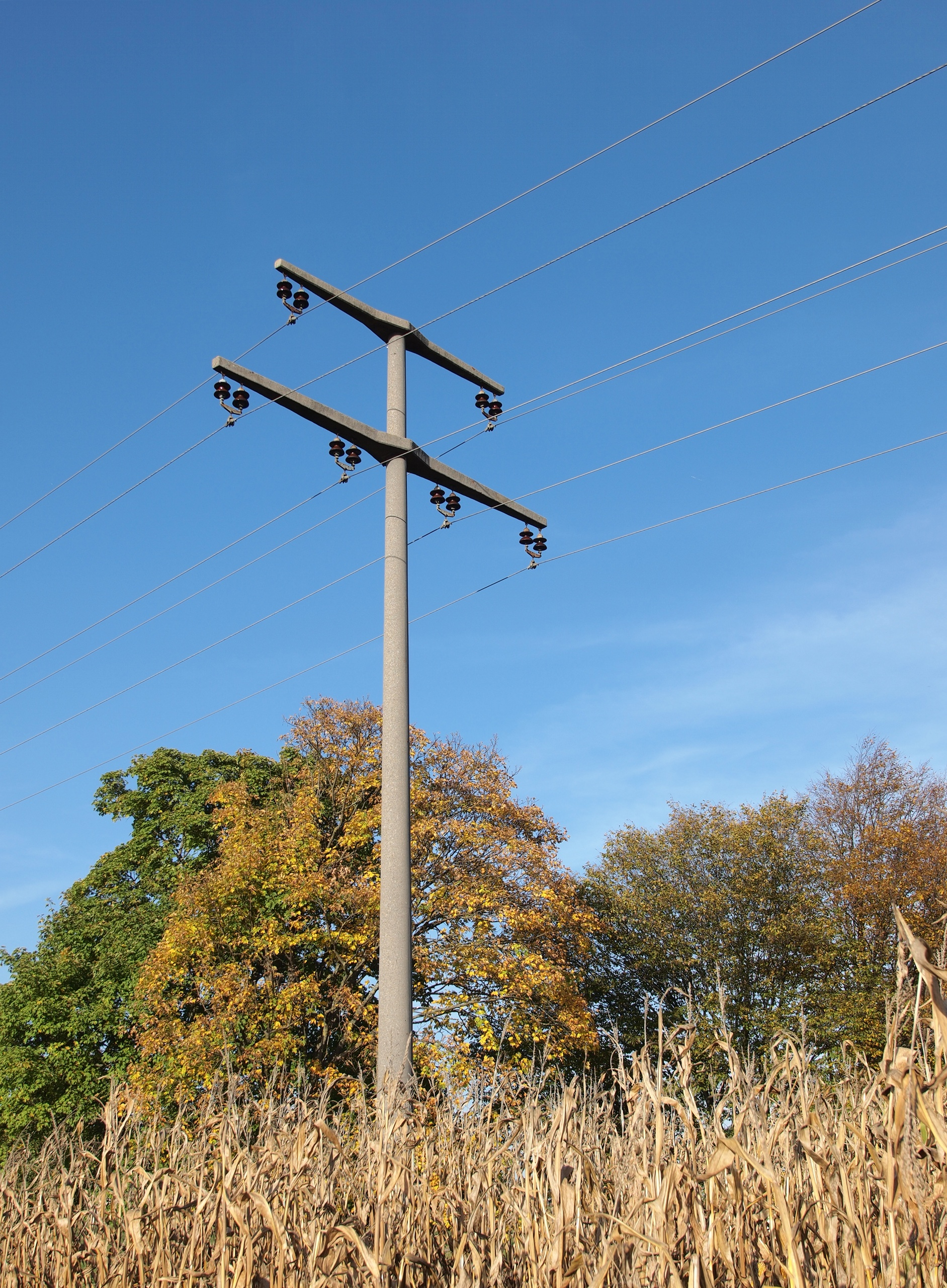
Beton-Freileitungsmast mit zwei 20-kV-Leitungen

Ein Betonmast ist ein Freileitungsmast oder freistehender Sendemast aus Stahlbeton. Betonmaste werden im Regelfall im Betonwerk nach dem Schleuderbetonverfahren gefertigt und am Aufstellungsort aufgerichtet. Es gibt auch Betonmaste, die am Aufstellungsort gegossen werden, der Übergang zu Betontürmen wie dem Stuttgarter Fernsehturm ist fließend; bei Betonmasten ist – im Unterschied zu Betontürmen – in der Regel das Innere nicht betretbar.
Betonmaste werden in Deutschland normalerweise nur für Stromleitungen mit Betriebsspannungen bis etwa 30 kV verwendet. In Ausnahmefällen werden Betonmaste auch für 110-kV-Leitungen, sowohl für DHÜ-Leitungen als auch für Bahnstromleitungen verwendet. In Argentinien werden Hochspannungsleitungen (mit Ausnahme des 500-kV-Höchstspannungsnetzes) nahezu ausschließlich auf Betonmasten verlegt und auch in den Staaten der ehemaligen Sowjetunion werden Betonmaste gebaut, allerdings mit Stahltraversen. In der Schweiz werden Betonmaste mit Höhen von bis zu 59,5 Metern (höchster Fertigbetonmast bei Littau) selbst für 380-kV-Freileitungen verwendet.
Betonmaste in Ortbetonbauweise werden und wurden auch für Konstruktionen mit über 60 Meter Höhe verwendet, wie ein 66 Meter hoher Mast einer 380-kV-Leitung beim Heizkraftwerk Reuter West. Solche Maste ähneln Industrieschornsteinen, und es gibt sogar Konstruktionen, welche auch als Schornstein dienen. In China wurden einige hohe Maste von Freileitungskreuzungen breiter Flüsse als Betonmast aus Ortbeton realisiert. Die höchsten dieser Maste gehören zur Jangtse-Freileitungskreuzung Nanking mit einer Höhe von 257 Metern.
Betonmasten sind auch bei Oberleitungen von Eisenbahnen zu finden, in Deutschland mit rundem, in Österreich mit rechteckigem Querschnitt.
Betonmasten als Sendemasten werden häufig als Funktürme für Mobilfunknetze und als Antennenträger für Fernseh- und Rundfunksender kleiner bis mittlerer Leistung verwendet.

Galerie
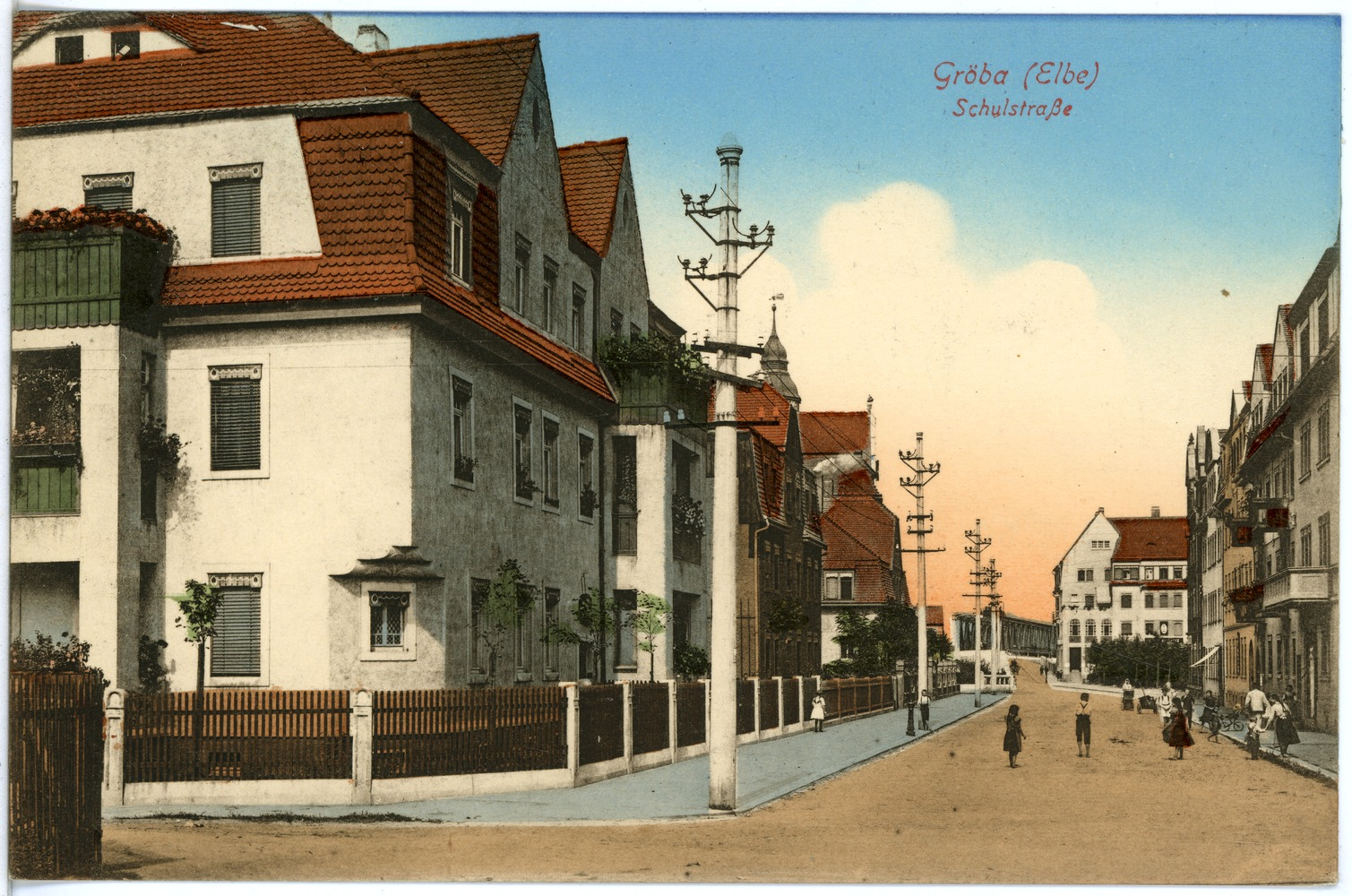
Betonmasten für Nieder- und Mittelspannung in der Innenstadt von Gröba, 1914
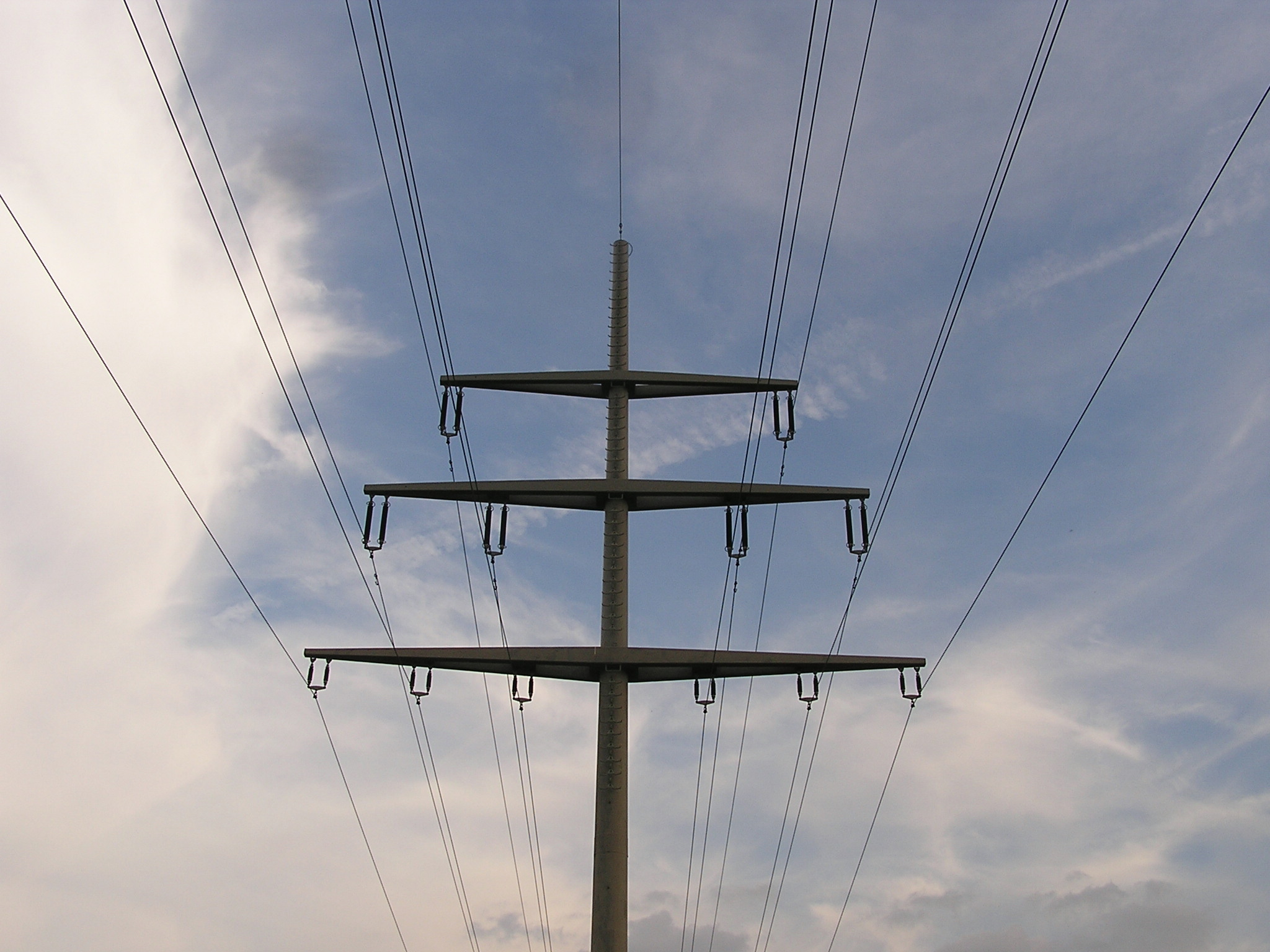
Beton-Freileitungsmast mit je zwei 110-kV- und 20-kV-Leitungen
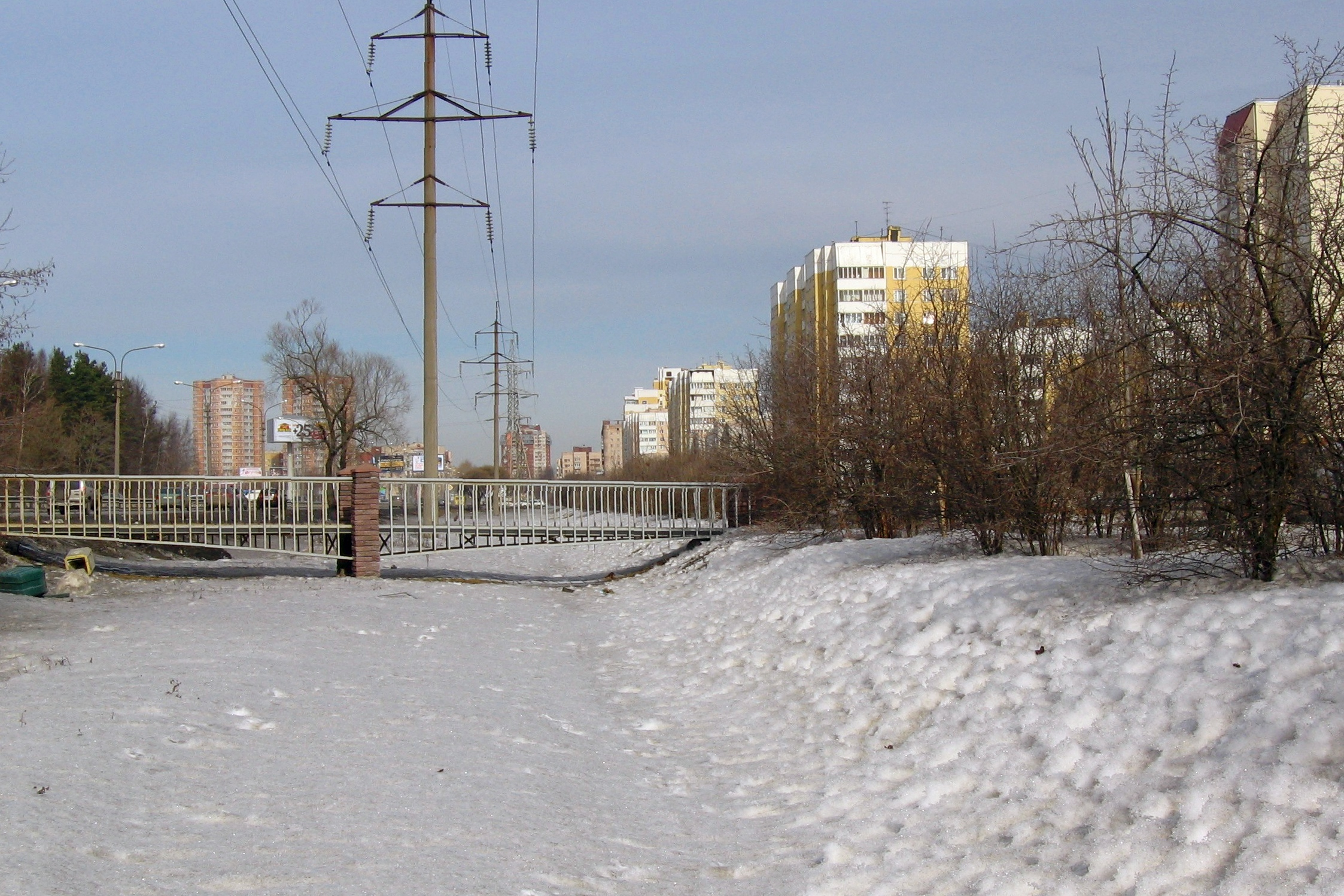
Typische Erscheinungsform eines 110-kV-Mastes in den Nachfolgestaaten der ehemaligen Sowjetunion
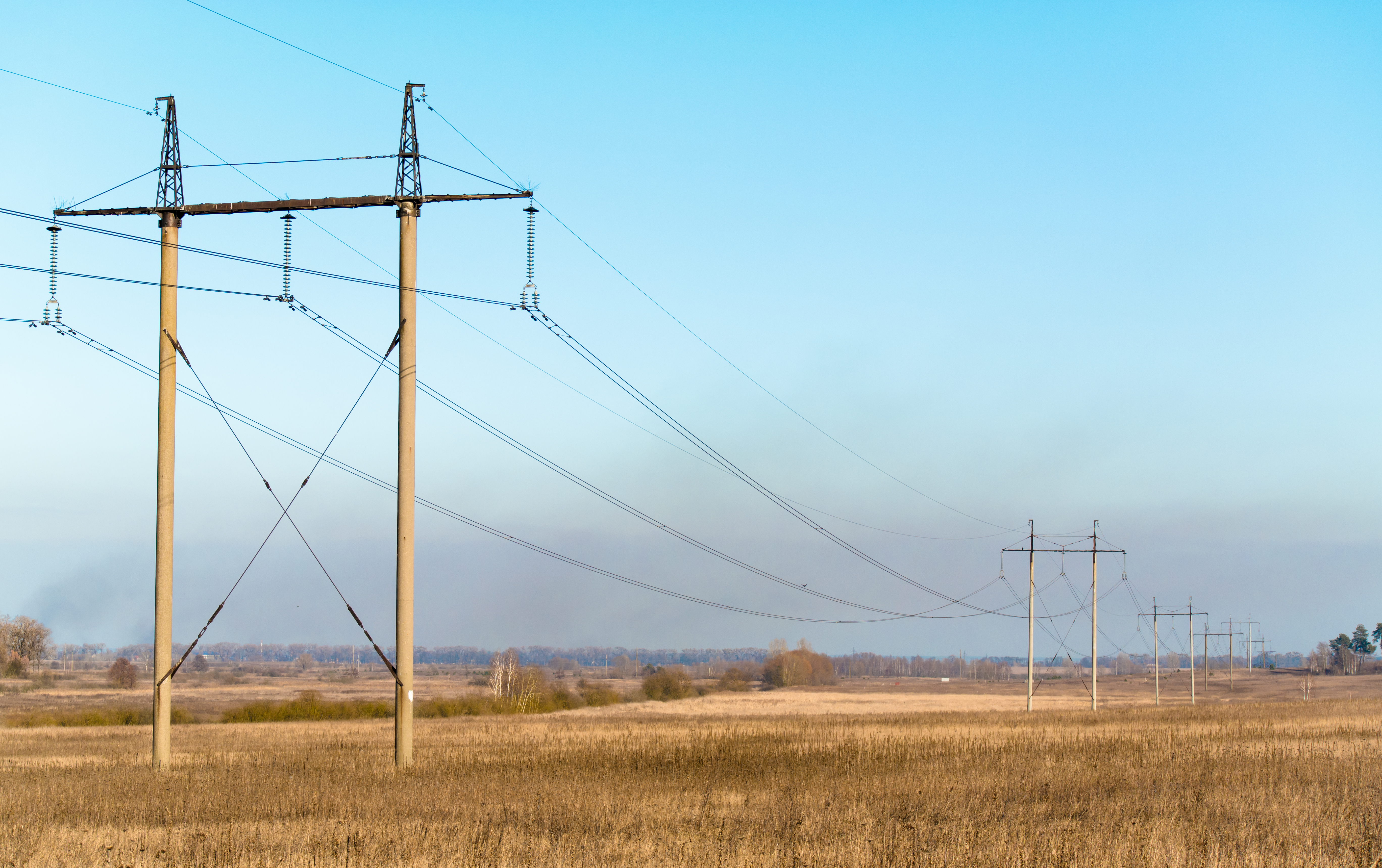
Für 330 kV ausgelegter, seilverspannter Beton-Portalmast in der Ukraine
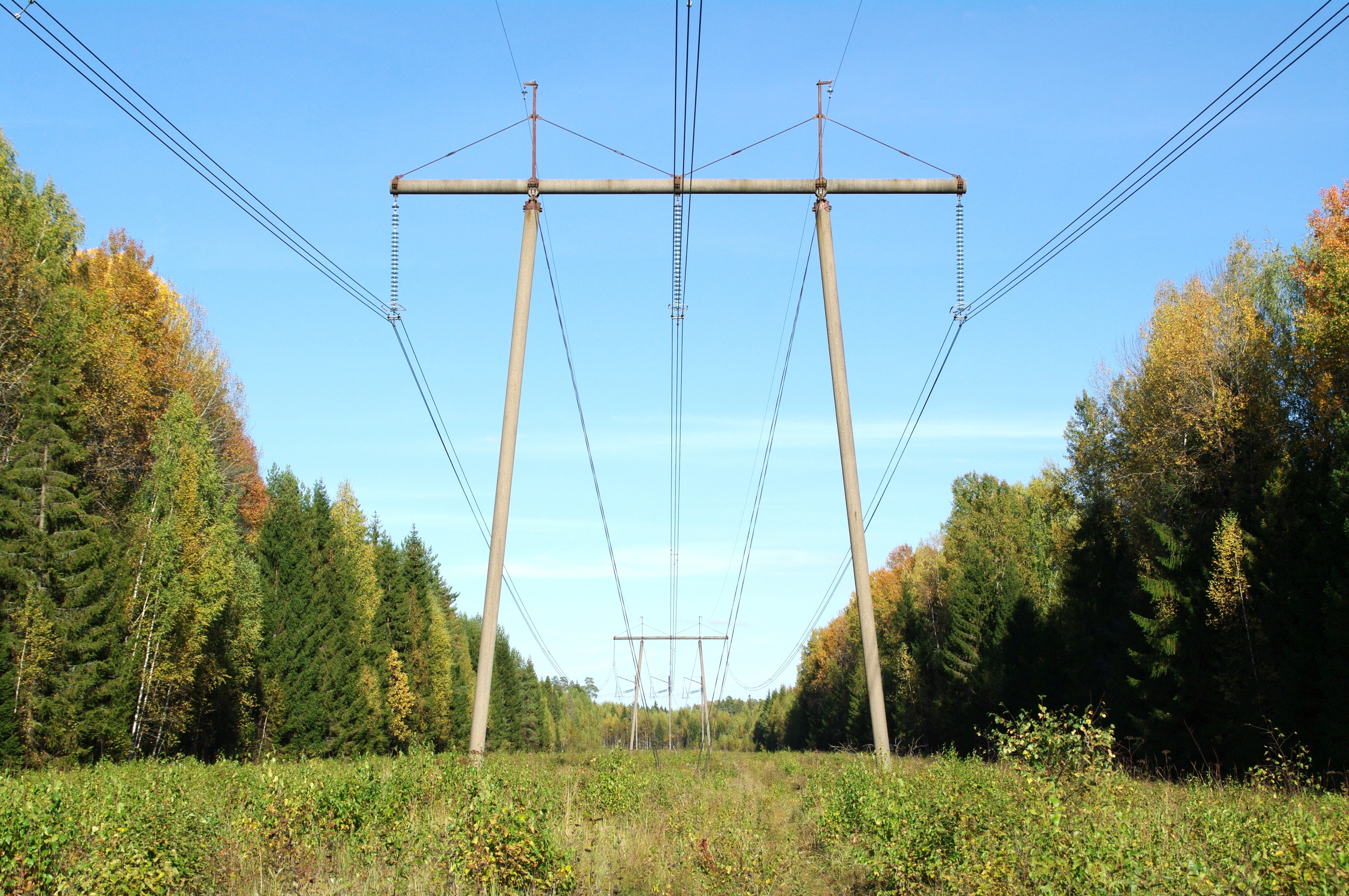
Für 500 kV ausgelegter Beton-Portalmast in Russland
Der 59,5 Meter hohe Betonmast von Littau
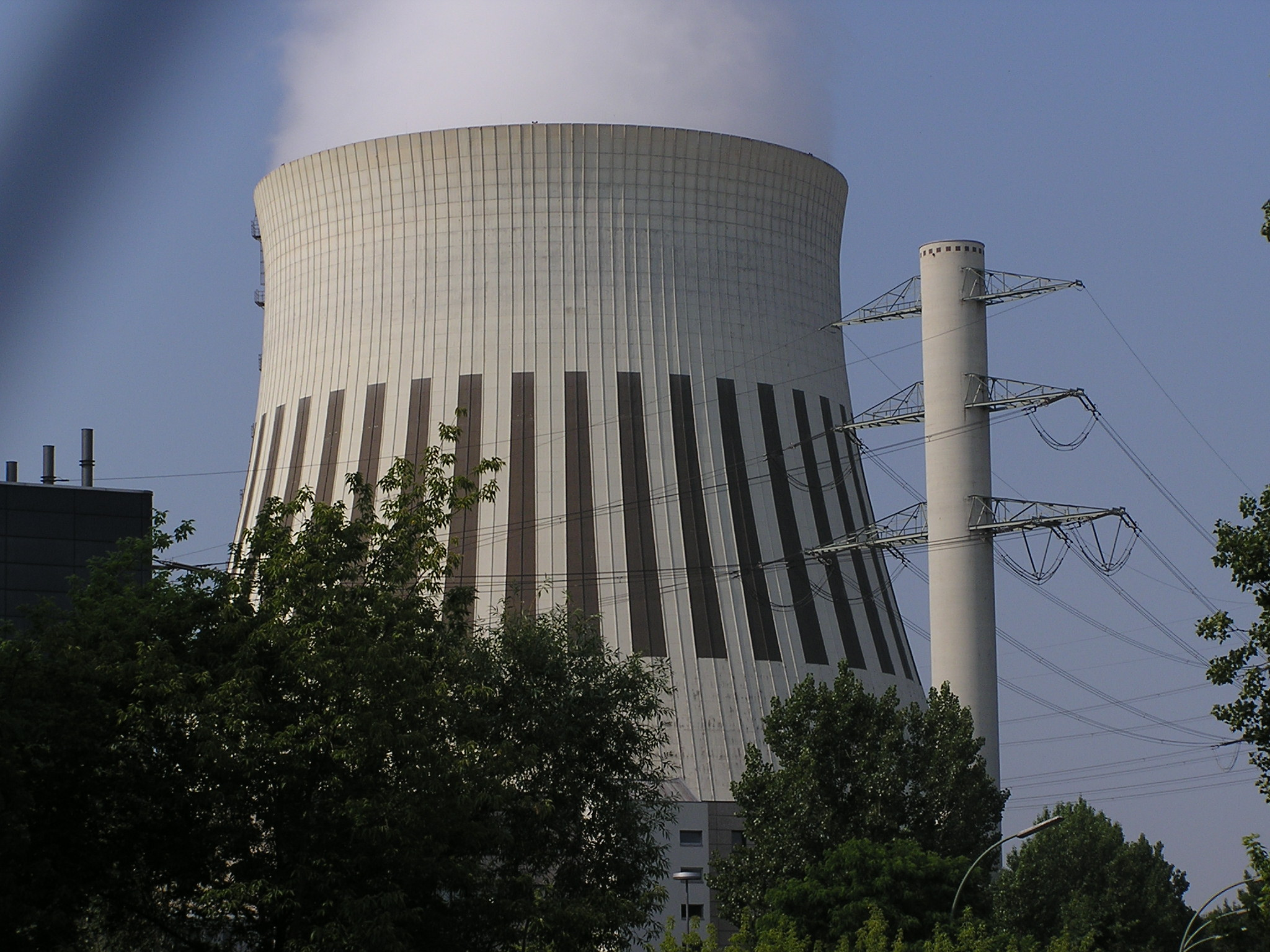
Der als Schornstein getarnte Betonmast in Reuter-West
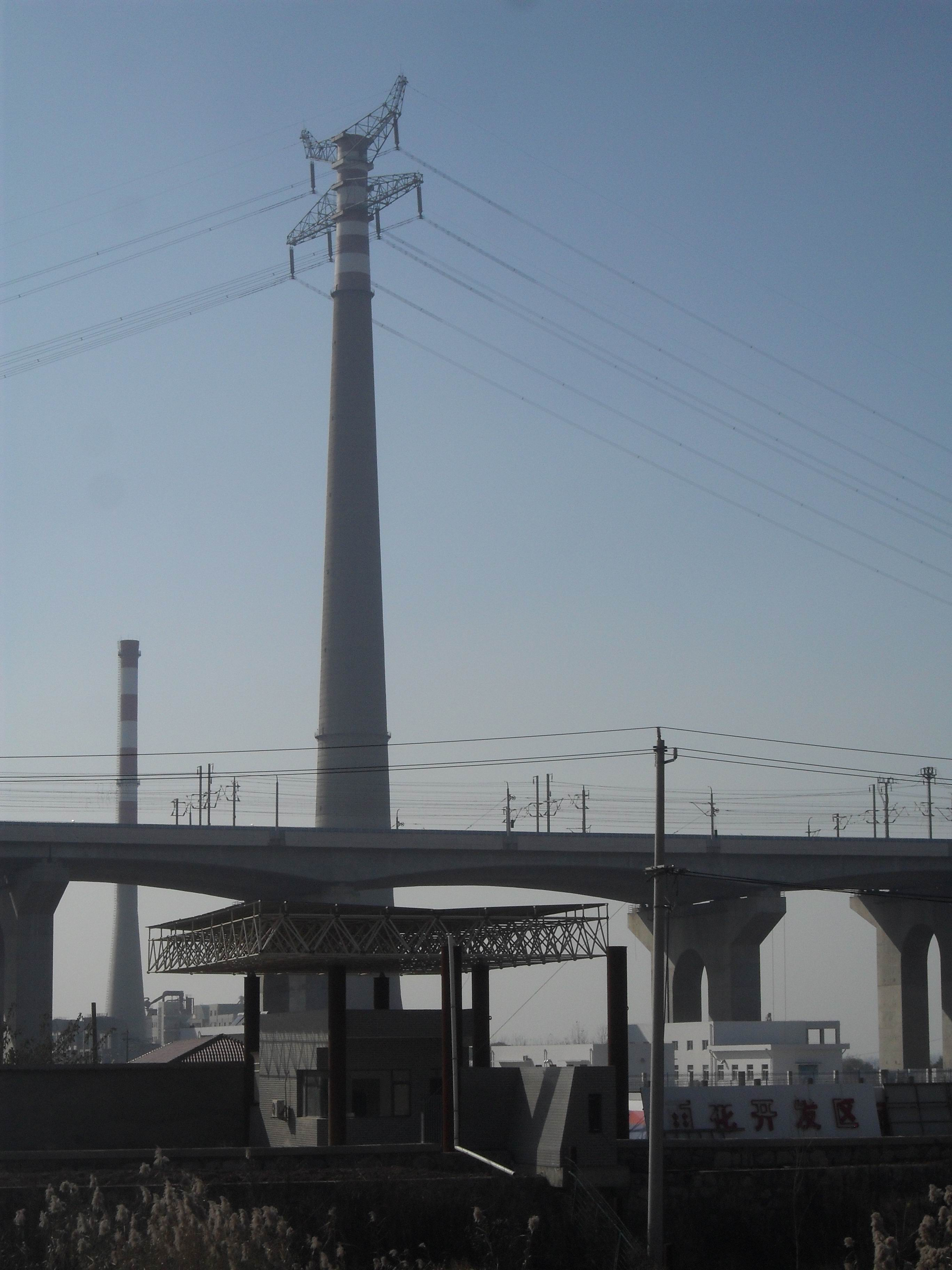
257 Meter hoher Betonmast der Yangtse-Überquerung
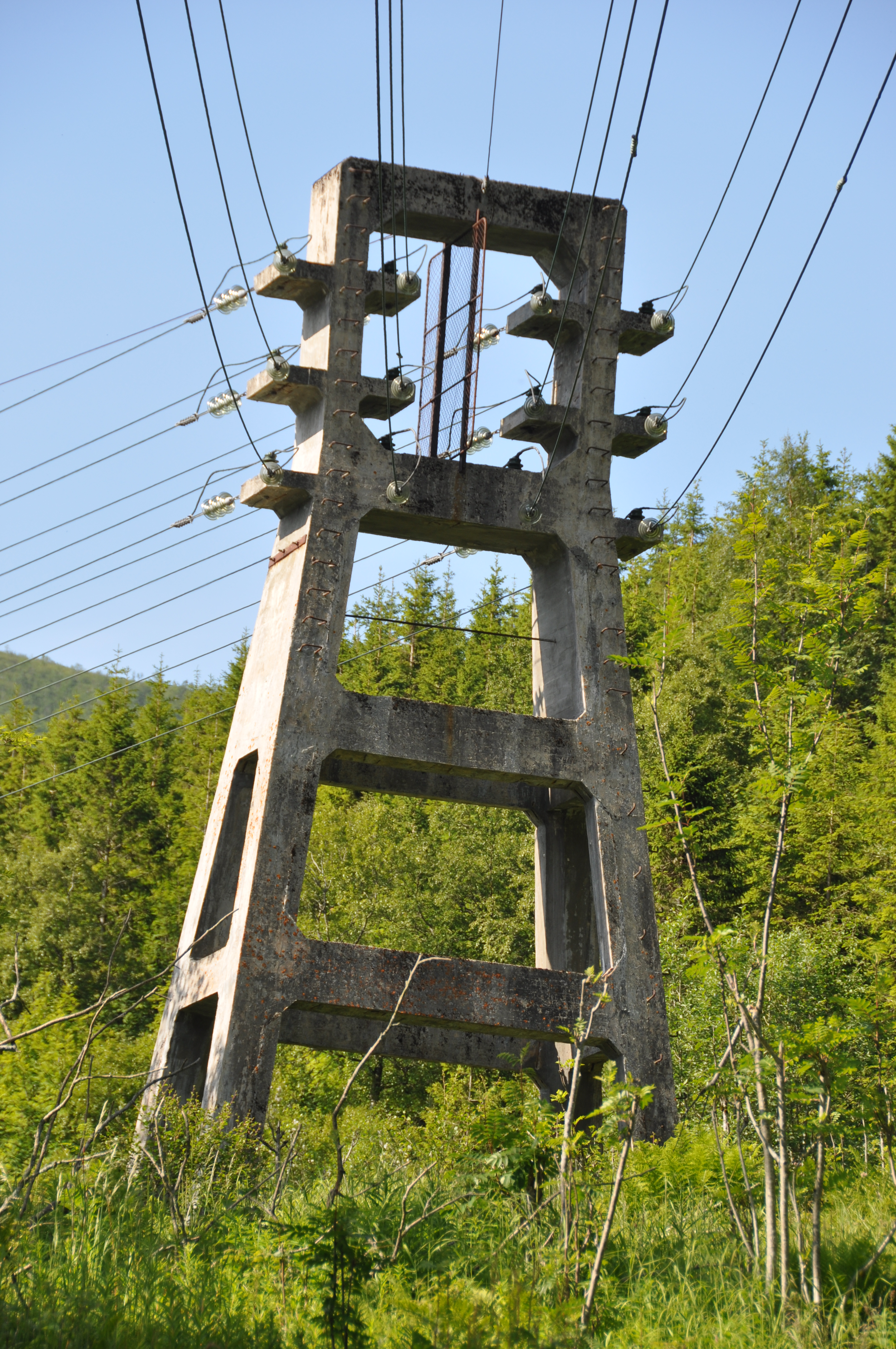
Massiver Betonmast bei Glomfjord, Norwegen